# Liste des voyages présidentiels à l'étranger de Georges Pompidou
La liste des voyages présidentiels à l'étranger de Georges Pompidou répertorie les voyages officiels effectués par le deuxième président de la Cinquième République durant son mandat inachevé de juin 1969 au 2 avril 1974, date de sa mort.
La liste des voyages officiels de Georges Pompidou dans un pays et des sommets internationaux auxquels il a participé durant sa présidence repose principalement sur le site officiel de l'institut Georges Pompidou.
|    | Dates                               | Pays                                       |
| -- | ----------------------------------- | ------------------------------------------ |
| 1  | 9 septembre 1969                    | RFA                                        |
| 2  | 24 février - 2 mars 1970            | États-Unis                                 |
| 3  | 3 février 1971                      | Mauritanie                                 |
| 4  | 5 - 6 février 1971                  | Sénégal                                    |
| 4  | 7 - 8 février 1971                  | Côte d'Ivoire                              |
| 4  | 9 février 1971                      | Cameroun                                   |
| 4  | 11 - 12 février 1971                | Gabon                                      |
| 5  | 24 - 26 mai 1971                    | Belgique                                   |
| 6  | 24 - 26 janvier 1972                | Tchad                                      |
| 7  | 27 - 28 février 1972                | Niger                                      |
| 8  | 3 - 4 mai 1972                      | Luxembourg                                 |
| 9  | 21 novembre 1972 - 22 novembre 1972 | Haute-Volta                                |
| 9  | 22- 23 novembre 1972                | Togo                                       |
| 10 | 16 janvier 1973 - 17 janvier 1973   | Territoire français des Afars et des Issas |
| 10 | 17 - 18 janvier 1973                | Éthiopie                                   |
| 11 | 31 mai - 1 juin 1973                | Islande                                    |
| 12 | 10 - 17 septembre 1973              | Chine                                      |
| 13 | 17 septembre 1973                   | Iran                                       |
| 14 | 12 - 13 mars 1974                   | Union soviétique                           |

Un voyage à Tokyo était prévu en avril 1974 mais fut reporté un mois avant la mort du président.

## Compléments